# Американо-индийские отношения
Американо-индийские отношения — двусторонние отношения между США и Индией. Дипломатические отношения между странами были установлены в 1947 году.

## История
Индия имеет жизненно важное значение для стратегических интересов США в Азиатско-тихоокеанском регионе и во всём мире. Эти две страны объединяют общие ценности, включая такие, как: верховенство закона, демократически избранное правительство и обеспечение глобальной безопасности. 
Президенты Клинтон, Буш и Обама посещали Индию с государственными визитами, что подчёркивает растущую важность двусторонних отношений. 
Президент Б. Обама в 2009 году назвал Индию одним из главных партнёров США XXI века. В  госдепартаменте США Индию рассматривают как потенциальный противовес всё возрастающей роли КНР в современном мире.
В конце 2010-х годов Индия сместила вектор в сторону США, подписав несколько договоров и увеличив свои закупки вооружения у них. Также, в 2007 году (и, далее, в 2017 году) Индия вошла в новый альянс — «Четырёхсторонний диалог по безопасности» (QUAD, который с момента образования называли «азиатским НАТО»), куда также входят Соединённые Штаты и их союзники Австралия и Япония.
Продолжающееся сближение Индии с США и их союзниками на основе концепции Индо-Тихоокеанского региона вызывает растущую озабоченность России, рассчитывающей на сглаживание противоречий между Индией и Китаем.

## Дипломатические представительства
США имеют посольство в Нью-Дели, а также генеральные консульства в Калькутте, Мумбаи, Хайдарабаде и Ченнаи. 
Чрезвычайный и полномочный посол США в Индии — Эрик Гарсетти. 
Индия имеет посольство в Вашингтоне, 
а также генеральные консульства в Нью-Йорке, Сан-Франциско, Хьюстоне и Чикаго. 
Чрезвычайный и полномочный посол Индии в США — Таранджит Сингх Сандху. 

## Экономические отношения
Соединённые Штаты являются одним из крупнейших торговых партнёров Индии. Американо-индийская двусторонняя торговля увеличилась за последние десять лет в четыре с половиной раза и составила в 2011 году 86 млрд. долларов США. 
Экспорт из США в Индию: алмазы и золото, машины, нефть и удобрения. 
США импортирует из Индии: алмазы, фармацевтические продукты, масло, сельскохозяйственную продукцию, органические химикаты, одежду.
Инвестиции индийских компаний в экономику США увеличились с 227 млн. долларов в 2002 году, до почти 4,9 млрд. долларов в 2011 году. Благодаря этим вливанием в США были созданы тысячи новых рабочих мест. 
25 февраля 2019 президент США Дональд Трамп, на пресс-конференции, состоявшейся в ходе визита в республику, заявил, что торговое соглашение между США и Индией может быть заключено к концу 2020 года. При этом он отметил, что торговый дефицит с Индией, составляющий 24 млрд. долларов, «слишком велик».

## Военно-техническое сотрудничество
Во время визита в феврале 2019 г. Д. Трамп объявил о подписании контрактов с Индией в сфере обороны на сумму более трёх млрд. долларов, согласно которым республика купит вертолёты AH-64E Apache, а также вертолёты морского базирования MH-60R Seahawk.
2 ноября 2021 года Министерство обороны Индии объявило об отказе от сделки с администрацией США, предусматривающей поставку в Индию 13 артиллерийских установок «Марк 45» американского производства на общую сумму около 1 миллиарда долларов. Сообщается также, что данное решение принято в связи с планами правительства Индии по развитию национальной оборонной промышленности.
Западные страны, в том числе США и Франция, ведут переговоры о многомиллиардных контрактах и дипломаты говорят, что Индия уделяет первоочередное внимание передаче технологий в рамках любой оружейной сделки. В 2023 году Соединëнные Штаты и Индия согласовали дорожную карту военно-промышленного сотрудничества, поскольку Нью-Дели стремится уменьшить свою зависимость от ключевого поставщика вооружений — России, в условиях не спадающей напряжëнности в отношениях с Китаем.